# Superintendentura Gniezno Ewangelickiego Kościoła Unijnego
Superintendentura Gniezno Ewangelickiego Kościoła Unijnego – jednostka organizacyjna Ewangelickiego Kościoła Unijnego w Polsce istniejąca w okresie II Rzeczypospolitej i obejmująca grupę gmin kościelnych (zborów) czyli parafii tego Kościoła, mająca siedzibę w Gnieźnie.

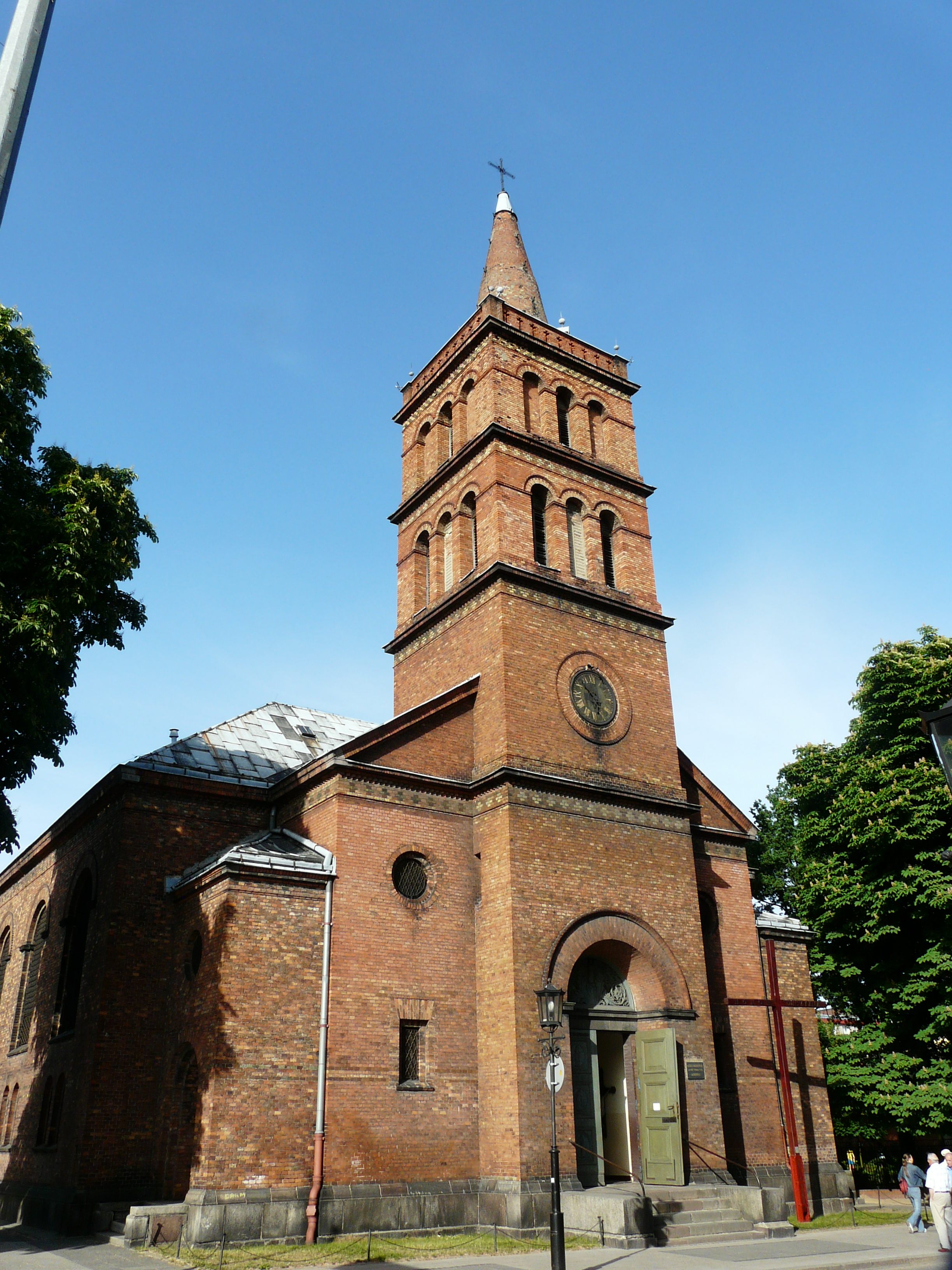
Dawny Kościół ewangelicki w Gnieźnie, obecnie katolicki kościół garnizonowy

| Parafia                  | Liczba wiernych (1937) |
| ------------------------ | ---------------------- |
| Świniary pow. Gniezno    | 733                    |
| Jaroszewo pow. Gniezno   | 249                    |
| Gniezno (ul. Chrobrego)  | 1605                   |
| Gołaszewo pow. Wągrowiec | 588                    |
| Janówiec pow. Żnin       | 375                    |
| Kłecko pow. Gniezno      | 1225                   |
| Laskowo pow. Żnin        | 819                    |
| Lednagóra pow. Gniezno   | 450                    |
| Łubowo pow. Gniezno      | 681                    |
| Rejowiec pow. Wągrowiec  | 400                    |
| Rogowo pow. Żnin         | 1090                   |
| Skoki pow. Wągrowiec     | 800                    |
| Czerniejewo pow. Witkowo | 510                    |
| Strzałkowo pow. Września | 430                    |
| Kiszkowo pow. Gniezno    | 1080                   |
| Witkowo                  | 930                    |
| Powidz pow. Witkowo      | 135                    |